# سيمبيان أس60
S60 Platform (سابقًا Series 60 User Interface ) هي عبارة عن منصة برمجيات للهواتف الذكية التي تعمل أعلى نظام التشغيل سيمبيان. تم إنشاؤه بواسطة نوكيا استنادًا إلى واجهة المستخدم "Pearl" من شركة سمبيان. تم تقديمه في COMDEX في نوفمبر 2001 وشحنه لأول مرة مع هاتف نوكيا 7650 الذكي. منذ ذلك الحين، شهدت المنصة 5 إصدارات محدثة. تم تغيير اسم السلسلة من 60 إلى S60 في نوفمبر 2005.
في عام 2008، تم إنشاء مؤسسة سيمبيان لتوحيد جميع أصول منصات سيمبيان المختلفة (S60 UIQ MOAP )، مما يجعلها مفتوحة المصدر. في عام 2009، استنادًا إلى قاعدة الكود الخاصة بـ S60، تم إطلاق أول تكرار للنظام الأساسي منذ إنشاء Symbian Foundation باسم S60 5th Edition، أو Symbian ^ 1، Symbian OS 9.4 كقاعدة لها. تمت تسمية التكرارات اللاحقة Symbian ^ 2 (السوق اليابانية فقط) وSymbian ^ 3.

## ميراث
في فبراير 2011 ، أعلنت نوكيا عن شراكة مع مايكروسوفت لتبني ويندوز فون 7 كنظام تشغيل أساسي لنوكيا، تاركةً المزيد من التطوير في نظام سيمبيان. وعدت نوكيا بدعم سيمبيان وأجهزتها الأحدث حتى عام 2016 على الأقل، ولكن لن يتم إصدار أي أجهزة سيمبيان جديدة بعد نوكيا 808 بيورفيو. في 29 أبريل 2011، أعلنت نوكيا أنها ستنقل أنشطة سيمبيان إلى أكسنتشر إلى جانب 3000 موظف.